# Gheorghe Muhlfay
Gheorghe Muhlfay (n. 9 martie 1953, Târgu Mureș, județul Mureș) este medic în specialitatea otorinolaringologie (ORL), profesor universitar și doctor în științe medicale din România.

## Biografie
Studiile de licență in perioada 1972-1978 la Facultatea de Medicină, secția medicină generală din cadrul Institutului de Medicină și Farmacie din Târgu Mureș. In anul 1984 devine medic specialist ORL, iar in 1992 obține titlu de medic primar ORL la Universitatea de Medicină și Farmacie „Iuliu Hațieganu” din Cluj-Napoca. In 2004 la Institutului de Medicină și Farmacie din Târgu Mureș obține titlul de doctor în științe medicale, cu teza „Implicațiile otorinologice ale traumatismelor cranio–cervico-faciale și tratamentul lor”. Cursuri postuniversitare urmate și burse obținute în domeniul medical la următoarele universități: Graz, Austria (1990); Budapesta, Ungaria (1991); Cluj-Napoca (1994); Ulm, Germania (1996); Pécs, Ungaria (2004).

## Activitatea profesională și academică medicală
Activitatea profesională medicala a debutat în 1997 la Oficiul Farmaceutic din Târgu Mureș. Activitatea profesională a avut un parcurs dinamic, astfel că din  2008 până în prezent este șeful Clinicii ORL, continuând tradiția lansată de tatăl său prof. univ. dr. md. Muhlfay Vasile care a fost fondatorul (în 1991) și ulterior directorul acestei instituții medicale din Târgu Mureș pentru mai mult de  o jumătate de secol.
Activitatea academică a inclus cursuri în limba română și maghiară la disciplina ORL de la Universitate de Medicină, Farmacie, Științe și Tehnologie „George Emil Palade” din Târgu Mureș (UMFST Tg. Mureș), cu următoarele repere: asistent universitar (1984-1991), șef de lucrări (1991-1980), conferențiar universitar (2009-2016), din 2016 este profesor universitar. Din 2018 este conducător de doctorat în domeniul medicină. 

## Notorietate
- Președinte al Societății Balcanice de ORL și membru în comitetului director
- Membru fondator și reprezentant regional în Societatea Europeană de Rinologie (1999-)
- Membru corespondent al Societății Germane de ORL (2010-)
- Membru în comisia de specialitate ORL a Ministerului Sănătății (2001);
- Vicepreședinte în Comisia de Specialitate ORL a Ministerului Sănătății (până în 2014).
- Expert medical Colegiul Medicilor din România
- Vicepreședinte Societatea Română de Chirurgie Funcțională Endoscopică Rinosinusală
- Societatea Română de Chirurgie a Bazei Craniului (1997)
- Membru consiliul director Societatea Română de Otorinolaringologie Pediatrică Arhivat în 10 mai 2021, la Wayback Machine.
- Profesor invitat la Clinica ORL a Universității din Pittsburg, SUA (2012) și la Clinica ORL a Universității SOTE din Budapesta (2010)

## Premii și distincții
- Medalia aniversară a 100 de ani de la înființarea Societății Române de ORL, București (2008)
- Diploma ”In Honoris” cu placheta comemorativă de 25 ani de la înființarea SMURD (2020)[4]

## Activitatea științifică
Cărți de specialitate: „Fül-orr-gége gyógyászat és fej-nyak sebészet”, „Locul și rolul otorinolaringologului în traumatologia cranio-cervicofacială”, „A hangok csodálatos világa. Hogyan segíthetünk a hangnélküli világban élőknek?”, „ Otitele medii”, „Sindromul sino-orbitar”, „Cursul de Oto-rino-laringologie”. 
A publicat peste 100 de articole in extenso si rezumat în reviste de specialitate cotate si indexate în baze de date recunoscute la nivel internațional și național. 
Membru în comitetele științifice și organizatorice la peste 50 de manifestărilor științifice naționale și internaționale.  
Membru în Comitetul Editorial al revistelor: ORL.ro, Revista română de chirurgie rino-sinusală și la Revista Română de ORL. 
Lector invitat la conferințe medicale internaționale desfășurate în: Turcia, Cehia, Muntenegru, Serbia, Grecia. 

## Vezi și
- Lista de medici români
- Listă de profesori români